# Li Hongzhang

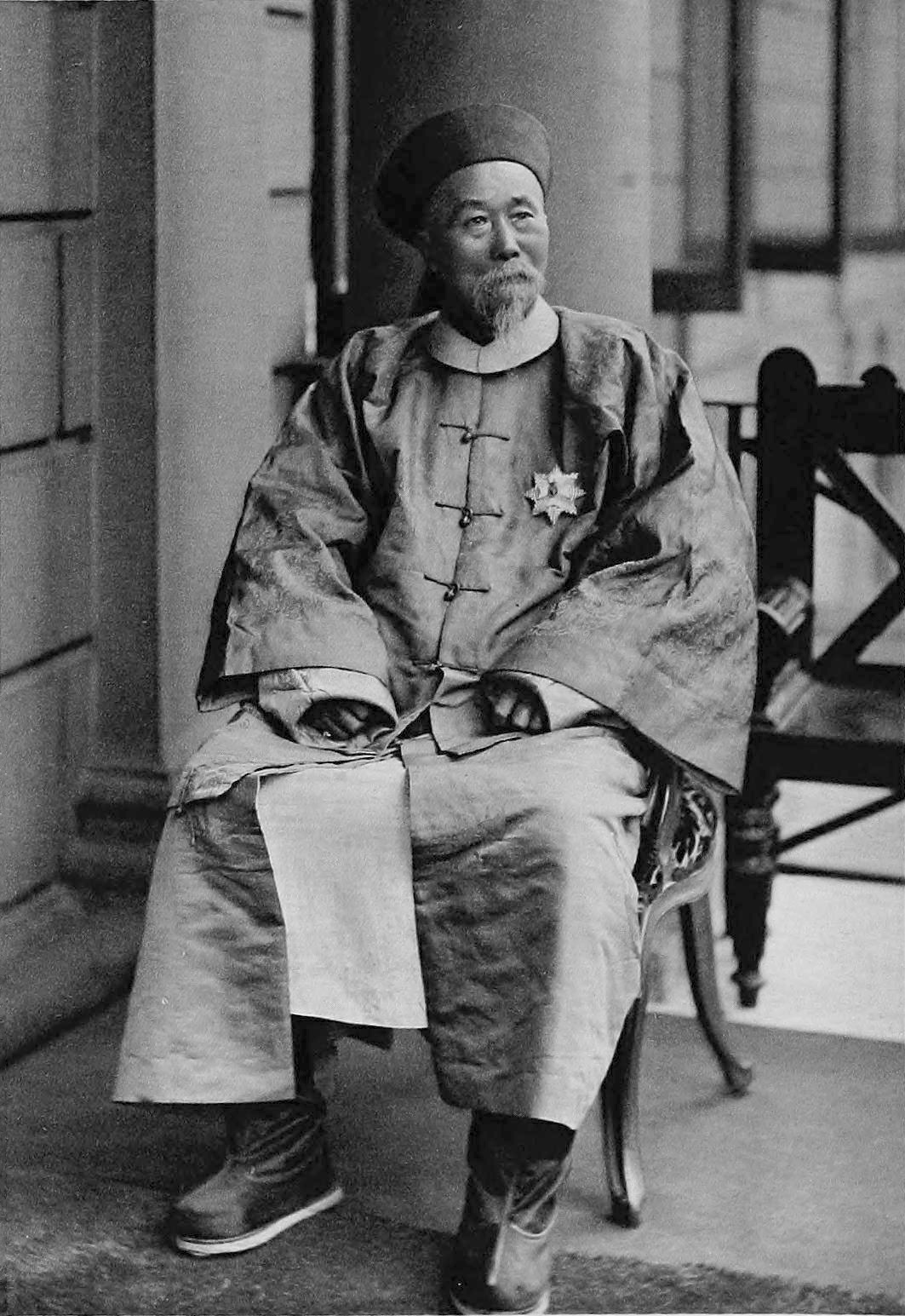
Li Hongzhang – in Amtstracht, 1896

Li Hongzhang, nach Stange Li Hung Tschang (chinesisch 李鴻章 / 李鸿章, Pinyin Lǐ Hóngzhāng, IPA (hochchinesisch) [/li˨˩˦ xʊŋ˧˥ ʈʂɑŋ˥˥/], W.-G. Li Hung-chang; * 15. Februar 1823 im Dorf Qunzhi, bei Hefei; † 7. November 1901 in Peking, China), war ein chinesischer General, der mehrere größere Rebellionen beendete. Als „Vizekönig von Zhili“ war er einer der mächtigsten Staatsmänner im feudalen China der späten Qing-Zeit und betreute zahlreiche Reformen zur Modernisierung des Landes.

## Herkunft
Li Hongzhang wurde in eine Familie der Oberklasse der Stadt Hefei in der Provinz Anhui geboren. Sein Ur- und Großvater hatten jeweils durch Ämterkauf erworbene Titel. In seiner Jugend kam die Familie in ökonomische Schwierigkeiten. Sein Vater konnte durch das Erreichen des höchsten Titels in der Beamtenprüfung jedoch den Status der Familie sichern und fungierte in leitender Position im kaiserlichen Justizwesen in der Hauptstadt Peking. Li Hongzhang verbrachte seine Jugend in Hefei – sein Geburtsort Qunzhi – 群治村,  Qúnzhì cūn – liegt 14 km nordöstlich.

## Leben

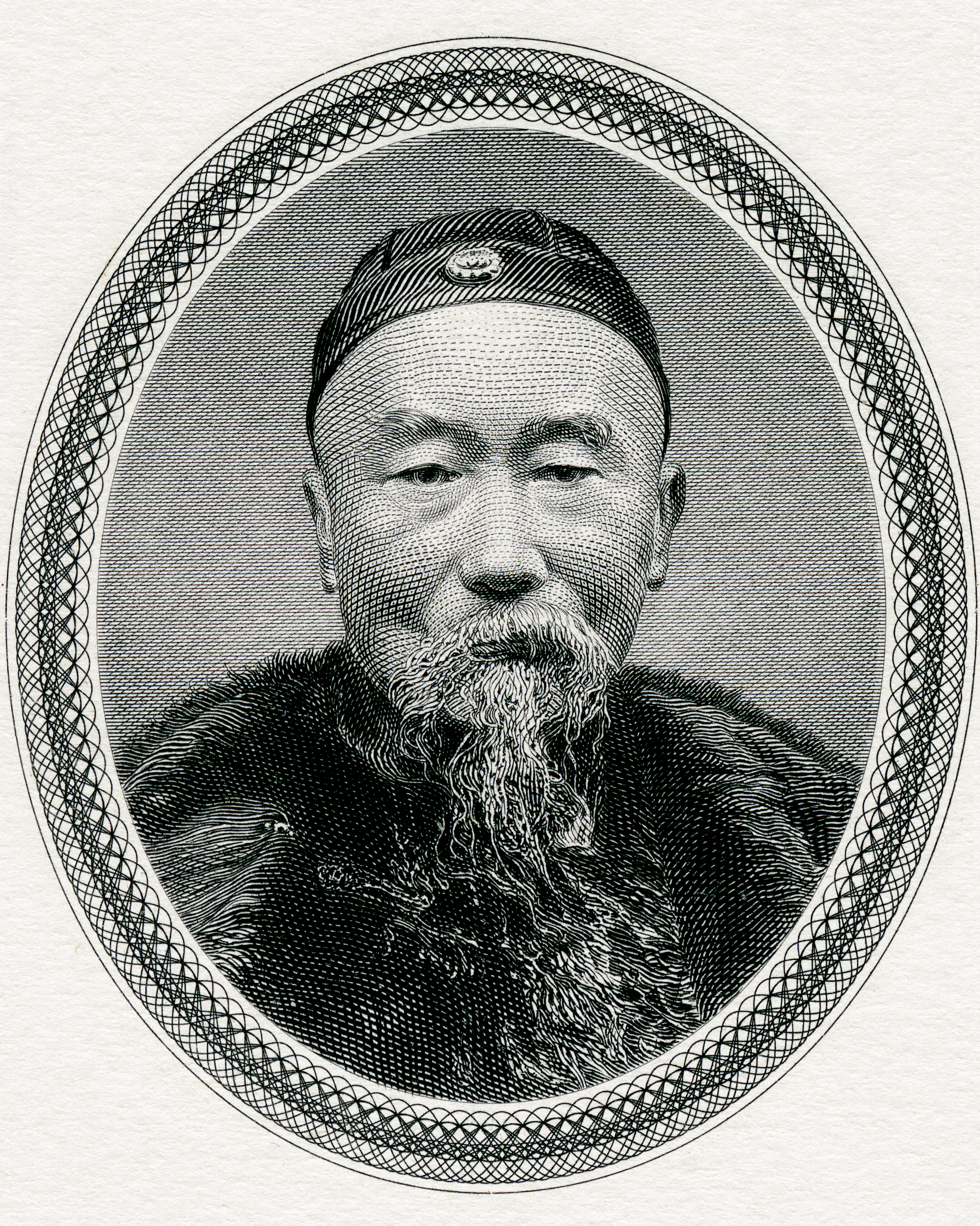
Li Hongzhang – 李鴻章 1823–1901

### Ausbildung
Li Hongzhang legte 1847 im erfolgreichen Erstversuch den höchsten Grad der Beamtenprüfung ab. Er war vorher drei Jahre lang im Auftrag des Vaters unter der Ägide von Zeng Guofan unterrichtet worden. Diesen verband seit dem gemeinsam absolvierten höchsten Examensgrad 1837 eine tiefe Freundschaft mit dem Vater von Li Hongzhang. Infolge seines erfolgreichen Abschlusses bedingte sich ein Patronatverhältnis zwischen Schüler und Lehrer, welches die Bahnen Li Hongzhangs weiterer Karriere vorgab. Nach seinem Abschluss an der Han-lin-Hochschule wollte er eigentlich die Laufbahn eines Gelehrten einschlagen.

### Aufstieg während der Taiping-Rebellion
Während der Taiping-Rebellion fungierte er zunächst als Assistent seines ehemaligen Lehrers und jetzt einflussreichen Heerführers Zeng Guofan, der die Hunan-Armee aufgestellt hatte, um seine Heimat Hunan gegen die Rebellen zu verteidigen. Zengs Armee rekrutierte nach persönlicher, meist auf Verwandtschaft basierender Loyalität möglichst geschlossene lokale Rekrutenkontingente. Im Jahr 1860/61 wurde Zeng Guofan zum dominierenden Akteur der Kriegsanstrengungen gegen die Taiping. Er plante neben seiner Hunan-Armee die Aufstellung zusätzlicher Armeen, eine davon in der gerade von den Rebellen zurückeroberten Provinz Anhui. Für die Führung dieser Operation wählte er Li Hongzhang aus mit der Begründung, er sei als Hanlinabsolvent gelehrtester General. Li Honzhang begann im Herbst 1862 mit der Aushebung der Truppen. Zeng setzte Li hierfür in den Gouverneursposten der Provinz Jiangnan ein. Im Dezember 1863 erreichte er die kampflose Einnahme von Suzhou durch eine Kriegslist. Hierbei überzeugte er acht hohe Offiziere des örtlichen Taipingbefehlshabers Tan Shaoguang, diesen zu ermorden und sich zu ergeben. Nach dem erfolgreichen Mord ließ er die Verräter hinrichten. Die Hinrichtung führte zu einem Zerwürfnis mit dem Oberbefehlshaber der britischen Interventionstruppen, Charles George Gordon, die auf der Seite der Qing standen. In dieser Funktion stellte Li dort mit der Huai-Armee sein eigenes Militär nach dem bereits bewährten Muster seines ehemaligen Lehrers auf. Li nahm als Heerführer an den entscheidenden Offensiven gegen die Taiping teil. Nach der erfolgreichen Niederschlagung der Revolte wurde er im Mai 1865 Gouverneur von Jiangsu, Jiangxi und Anhui.

### Zentrale Machtposition im Kaiserreich
1870 erhielt er das Gouverneursamt in der Provinz Zhílì (heute Hebei), in der die Hauptstadt Peking liegt, und wurde damit eine der mächtigsten Gestalten in der chinesischen Innenpolitik. Li erkannte, dass die herrschende Dynastie die nur mit äußerster Mühe niedergerungenen Revolten als Weckruf für die Notwendigkeit einer grundstürzenden Modernisierung Chinas annehmen musste, wollte sie sich an der Macht halten.
In den 1870er und 1880ern stieß er deshalb wirtschaftliche Reformen an, aus denen eine chinesische Dampfschifffahrtsgesellschaft, Telegraphenverbindungen, Modernisierungen im Bergbauwesen und die Etablierung einer Textilproduktion in Shanghai hervorgingen.
1880 wurde durch Li Hongzhangs Betreiben eine Marineakademie in Tianjin gegründet. Eine Militärakademie für das Heer folgte 1885 in derselben Stadt, welche im Verlauf in der Militärakademie Baoding fortbestand. Li Hongzhang musste bei der Einrichtung dieser Institutionen auf Vorbehalte der traditionellen Militärelite Rücksicht nehmen, welche sich durch ein neues Ausbildungssystem in ihrer Position bedroht sahen. Als Gouverneur von Zhili trieb er auch den Aufbau der Beiyang-Flotte zur modernsten Flotte Ostasiens voran. Ab 1884 fungierten zwei Panzerschiffe aus deutscher Produktion als Herzstück der Einheit. Hierzu bediente er sich sowohl des Zukaufs von Schiffen als auch Versuchen der Eigenproduktion und dem Nachbau ausländischer Entwürfe. Die Flotte wurde während des Ersten Japanisch-Chinesischen Krieges geschlagen und kapitulierte 1895 im Hafen von Weihaiwei, ohne das Eingreifen der übrigen Marinekräfte des Reiches. Nach Kriegsende unterschrieb er 1895 den Vertrag von Shimonoseki. Er wurde für die Niederlage im Ersten Japanisch-Chinesischen Krieg verantwortlich gemacht und entlassen.

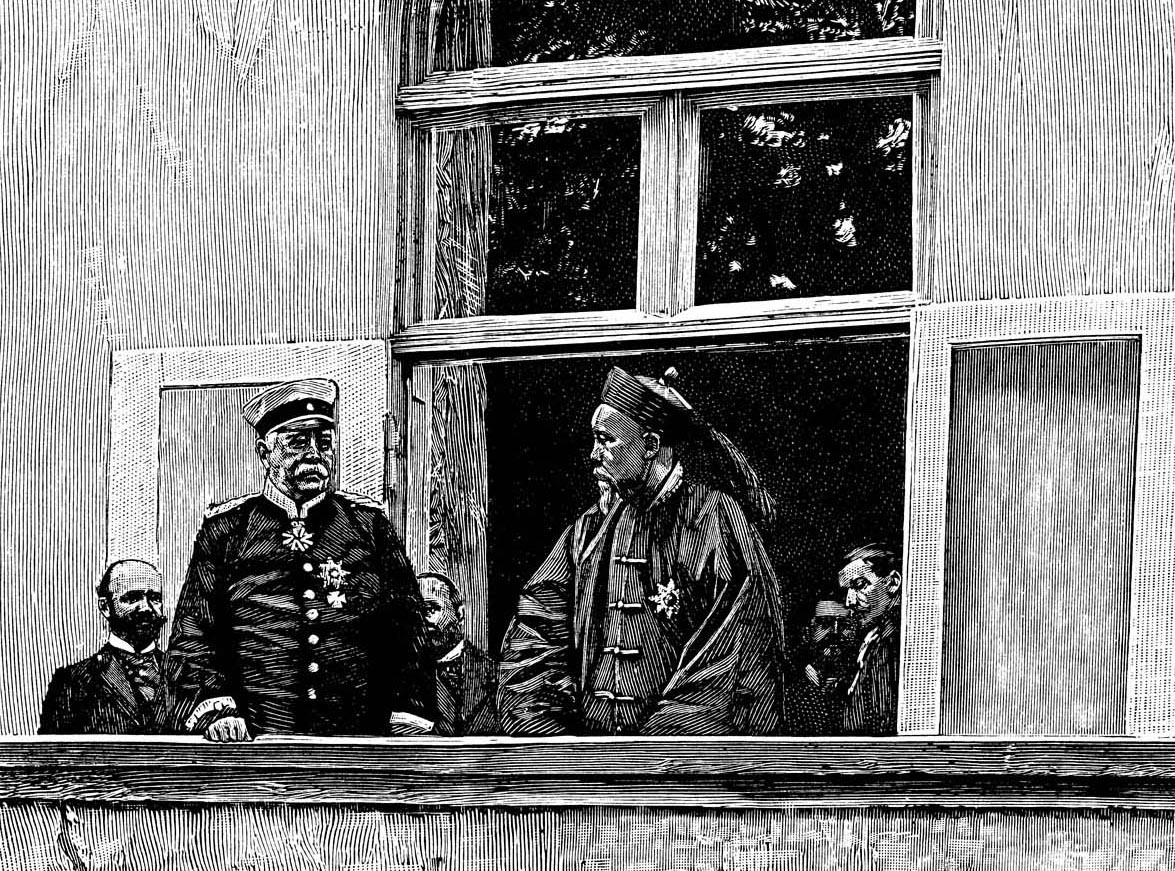
Otto v. Bismarck und Li Hongzhang, Schloss Friedrichsruh 1896

1896 unternahm Li Hongzhang eine diplomatische Weltreise. Während dieser besuchte er Frankreich, Deutschland, die Niederlande, Belgien, Großbritannien sowie die USA.
Dennoch verhandelte er 1898 als kaiserlicher Bevollmächtigter den Lüda-Pachtvertrag mit der russischen Regierung und reiste zur Unterzeichnung des Zusatzprotokolls ins Russische Reich. Das Zusatzabkommen ermöglichte unter anderem den Anschluss der gepachteten Halbinsel Liaodong mit dem Militärhafen Port Arthur an die Transsibirischen Eisenbahn. Dabei erhielt er vom russischen Finanzminister Witte ein Bestechungsgeld von drei Millionen Goldrubel im Gegenzug für die Konzession zur Durchquerung der Mandschurei mit der Chinesischen Osteisenbahn, einem vor Fertigstellung der Amurstrecke (Amur-Bahn) sehr wichtigen Teilabschnitt der Transsib. Als diese Zahlung bekannt wurde, litt Li Hongzhangs Ruf massiv darunter. 1901 wurde er wieder mit den Verhandlungen zur Beendigung des Boxeraufstands betraut, starb aber vor deren Abschluss.
Im Auftrag der Firma Krupp in Essen entwarf Otto Lang das Li-Hongzhang-Denkmal. Dieses wurde bei Lis Besuch bei Krupp 1896 im Park der Villa Hügel feierlich enthüllt. 1906 wurde es im Garten des für Li Hongzhang erstellten Gedächtnistempels in Shanghai aufgestellt.

## Namen
|                                                                |                                              |
| Name                                                           |                                              |
| Kurzzeichen:                                                   | 李鸿章                                       |
| Langzeichen:                                                   | 李鴻章                                       |
| Pinyin:                                                        | Lǐ Hóngzhāng                                 |
| Wade-Giles:                                                    | Li Hung-chang                                |
| Höfliche Anrede (字):                                          | Jianfu (漸甫), Zifu (子黻)                   |
| Pseudonyme (號): (Yisou and Shengxin im hohen Alter verwendet) | Shaoquan (少荃) Yisou (儀叟) Shengxin (省心) |
| Spitzname:                                                     | Herr Li II. (李二先生) A                     |
| postume Bezeichnung:                                           | Wenzhong (文忠) B                            |

Anmerkung